# الاخانور
الاخانور (به انگلیسی: Alakhanur) یک منطقهٔ مسکونی در هند است که در کارناتاکا واقع شده‌است.

## خصوصیات
الاخانور ۸٬۸۶۵ نفر جمعیت دارد.